# Ligue de diamant 2025
Navigation
La 16e édition de la Ligue de diamant (en anglais : 2025 IAAF Diamond League) est une compétition d'athlétisme qui se déroule du 26 avril au 28 août 2025. 15 meetings figurent au programme de cette édition, les finales se déroulent les 27 et 28 août 2025 à Zurich.

## Calendrier
Le calendrier de la Ligue de diamant 2025 est le suivant :
| #  | Date               | Meeting                           | Stade                            | Ville     | Réf. |
| -- | ------------------ | --------------------------------- | -------------------------------- | --------- | ---- |
| 1  | 26 avril 2025      | Xiamen Diamond League             | Egret Stadium                    | Xiamen    |      |
| 2  | 3 mai 2025         | Diamond League Shanghai           | China Textile City Sports Centre | Shaoxing  |      |
| 3  | 16 mai 2025        | Doha Diamond League               | Suheim bin Hamad Stadium         | Doha      |      |
| 4  | 25 mai 2025        | Meeting international Mohammed-VI | Stade olympique de Rabat         | Rabat     |      |
| 5  | 6 juin 2025        | Golden Gala                       | Stade olympique                  | Rome      |      |
| 6  | 12 juin 2025       | Bislett Games                     | Stade du Bislett                 | Oslo      |      |
| 7  | 15 juin 2025       | Bauhaus-Galan                     | Stade olympique de Stockholm     | Stockholm |      |
| 8  | 20 juin 2025       | Meeting de Paris                  | Stade Charléty                   | Paris     |      |
| 9  | 5 juillet 2025     | Prefontaine Classic               | Hayward Field                    | Eugene    |      |
| 10 | 11 juillet 2025    | Herculis                          | Stade Louis-II                   | Monaco    |      |
| 11 | 19 juillet 2025    | London Grand Prix                 | Stade de Londres                 | Londres   |      |
| 12 | 16 août 2025       | Mémorial Kamila Skolimowska       | Stade de Silésie                 | Chorzów   |      |
| 13 | 20 août 2025       | Athletissima                      | Stade olympique de la Pontaise   | Lausanne  |      |
| 14 | 22 août 2025       | Mémorial Van Damme                | Stade Roi Baudouin               | Bruxelles |      |
| 15 | 27 et 28 août 2025 | Weltklasse Zurich                 | Stade du Letzigrund              | Zurich    |      |

## Résultats

### Hommes

#### Courses
| #  | Meeting                     | 100 m                          | 200 m                          | 400 m                              | 800 m/1 000 m                         | 1 500 m/Mile                                | 3 000/5 000 m                          | 110 m haies                     | 400 m haies                               | 3 000 m steeple                        |
| 1  | Xiamen Diamond League       | Akani Simbine (RSA) 9 s 99     | -                              | Bayapo Ndori (BOT) 44 s 25         | -                                     | -                                           | -                                      | Cordell Tinch (USA) 13 s 06     | Karsten Warholm (NOR) 33 s 05 300 m haies | Samuel Firewu (ETH) 8 min 5 s 61       |
| 2  | Diamond League Shanghai     | Akani Simbine (RSA) 9 s 98     | -                              | Christopher Bailey (USA) 44 s 17   | -                                     | -                                           | Berihu Aregawi (ETH) 12 min 50 s 45    | Cordell Tinch (USA) 12 s 87     | Karsten Warholm (NOR) 47 s 28             | Abrham Sime (ETH) 8 min 7 s 92         |
| 3  | Doha Diamond League         | -                              | Letsile Tebogo (BOT) 20 s 10   | -                                  | Tshepiso Masalela (BOT) 1 min 43 s 11 | -                                           | Reynold Cheruiyot (KEN) 13 min 16 s 40 | Rasheed Broadbell (JAM) 13 s 14 | Alessandro Sibilio (ITA) 49 s 32          | -                                      |
| 4  | Meeting int. Mohammed-VI    | Akani Simbine (RSA) 9 s 95     | Courtney Lindsey (USA) 20 s 04 | Jacory Patterson (USA) 44 s 37     | Tshepiso Masalela (BOT) 1 min 42 s 70 | Jonah Koech (USA) 3 min 31 s 43             | -                                      | -                               | -                                         | Soufiane El Bakkali (MAR) 8 min 0 s 70 |
| 5  | Golden Gala                 | Trayvon Bromell (USA) 9 s 84   | -                              | Quincy Hall (USA) 44 s 22          | -                                     | Azeddine Habz (FRA) 3 min 29 s 72           | -                                      | Jason Joseph (SUI) 13 s 14      | -                                         | -                                      |
| 6  | Bislett Games               | -                              | Reynier Mena (CUB) 20 s 20     | -                                  | Emmanuel Wanyonyi (KEN) 1 min 42 s 78 | Isaac Nader (POR) 3 min 48 s 25 Mile        | Nico Young (USA) 12 min 45 s 27        | -                               | Karsten Warholm (NOR) 32 s 67 300 m haies | -                                      |
| 7  | Bauhaus-Galan               | Benjamin Azamati (GHA) 10 s 18 | Reynier Mena (CUB) 20 s 05     | -                                  | Emmanuel Wanyonyi (KEN) 1 min 41 s 95 | Samuel Pihlström (SWE) 3 min 31 s 53        | Andreas Almgren (SWE) 12 min 44 s 27   | -                               | Rai Benjamin (USA) 46 s 54                | Karl Bebendorf (GER) 8 min 11 s 81     |
| 8  | Meeting de Paris            | -                              | -                              | -                                  | Mohamed Attaoui (ESP) 1 min 42 s 73   | Azeddine Habz (FRA) 3 min 27 s 49           | Yomif Kejelcha (ETH) 12 min 47 s 84    | Trey Cunningham (USA) 13 s 00   | Rai Benjamin (USA) 46 s 93                | Lamecha Girma (ETH) 8 min 7 s 01       |
| 9  | Prefontaine Classic         | Kishane Thompson (JAM) 9 s 85  | Letsile Tebogo (BOT) 19 s 76   | Matthew Hudson-Smith (GBR) 44 s 10 | -                                     | Niels Laros (NED) 3 min 45 s 94 Mile        | -                                      | -                               | Alison dos Santos (BRA) 46 s 65           | -                                      |
| 10 | Meeting Herculis            | -                              | Noah Lyles (USA) 19 s 88       | -                                  | Emmanuel Wanyonyi (KEN) 1 min 41 s 44 | -                                           | Yomif Kejelcha (ETH) 12 min 49 s 46    | Trey Cunningham (USA) 13 s 09   | -                                         | Soufiane El Bakkali (MAR) 8 min 3 s 18 |
| 11 | London Grand Prix           | Oblique Seville (JAM) 9 s 86   | -                              | Charles Dobson (GBR) 44 s 14       | Emmanuel Wanyonyi (KEN) 1 min 42 s 00 | Phanuel Kipkosgei Koech (KEN) 3 min 28 s 82 | -                                      | -                               | -                                         | -                                      |
| 12 | Mémorial Kamila Skolimowska | Kishane Thompson (JAM) 9 s 87  | -                              | -                                  | -                                     | Yared Nuguse (USA) 3 min 33 s 19            | -                                      | -                               | Karsten Warholm (NOR) 46 s 28             | -                                      |
| 13 | Athletissima                | -                              | -                              | -                                  | -                                     | -                                           | -                                      | -                               | -                                         | -                                      |
| 14 | Mémorial Van Damme          | -                              | -                              | -                                  | -                                     | -                                           | -                                      | -                               | -                                         | -                                      |
| 15 | Weltklasse Zurich           | -                              | -                              | -                                  | -                                     | -                                           | -                                      | -                               | -                                         | -                                      |

#### Concours
| #  | Meeting                     | Saut en longueur           | Triple saut                  | Saut en hauteur             | Saut à la perche               | Lancer du poids                | Lancer du disque             | Lancer du javelot           |
| 1  | Xiamen Diamond League       | Zhang Mingkun (CHN) 8,18 m | Jordan Scott (JAM) 17,27 m   | -                           | Armand Duplantis (SWE) 5,92 m  | -                              | -                            | -                           |
| 2  | Diamond League Shanghai     | Shi Yuhao (CHN) 8,21 m     | Pedro Pichardo (POR) 17,03 m | -                           | Armand Duplantis (SWE) 6,11 m  | -                              | -                            | -                           |
| 3  | Doha Diamond League         | -                          | -                            | Shelby McEwen (USA) 2,26 m  | -                              | -                              | Matthew Denny (AUS) 68,97 m  | Julian Weber (GER) 91,06 m  |
| 4  | Meeting int. Mohammed-VI    | -                          | -                            | Hamish Kerr (NZL) 2,25 m    | -                              | Payton Otterdahl (USA) 21,97 m | -                            | -                           |
| 5  | Golden Gala                 | Liam Adcock (AUS) 8,34 m   | -                            | Woo Sang-hyeok (KOR) 2,32 m | -                              | Tomas Walsh (NZL) 21,89 m      | -                            | -                           |
| 6  | Bislett Games               | -                          | Jordan Scott (JAM) 17,34 m   | -                           | Armand Duplantis (SWE) 6,15 m  | -                              | -                            | -                           |
| 7  | Bauhaus-Galan               | -                          | -                            | -                           | Armand Duplantis (SWE) 6,28 m  | -                              | Kristjan Čeh (SVN) 69,73 m   | -                           |
| 8  | Meeting de Paris            | -                          | Jordan Scott (JAM) 17,27 m   | -                           | -                              | -                              | -                            | Neeraj Chopra (IND) 88,16 m |
| 9  | Prefontaine Classic         | -                          | -                            | -                           | -                              | Joe Kovacs (USA) 22,48 m       | -                            | -                           |
| 10 | Meeting Herculis            | -                          | Jordan Scott (JAM) 17,52 m   | Woo Sang-hyeok (KOR) 2,34 m | Armand Duplantis (SWE) 6,05 m  | -                              | -                            | -                           |
| 11 | London Grand Prix           | Wayne Pinnock (JAM) 8,20 m | -                            | -                           | -                              | -                              | Mykolas Alekna (LTU) 71,70 m | -                           |
| 12 | Mémorial Kamila Skolimowska | -                          | -                            | Hamish Kerr (NZL) 2,33 m    | Armand Duplantis (SWE) 6,10 m  | Payton Otterdahl (USA) 22,28 m | -                            | Julius Yego (KEN) 83,60 m   |
| 13 | Athletissima                | -                          | -                            | -                           | Emmanouíl Karalís (GRE) 6,02 m | -                              | -                            | -                           |
| 14 | Mémorial Van Damme          | -                          | -                            | -                           | -                              | -                              | -                            | -                           |
| 15 | Weltklasse Zurich           | -                          | -                            | -                           | -                              | -                              | -                            | -                           |

### Femmes

#### Courses
| #  | Meeting                     | 100 m                                  | 200 m                          | 400 m                            | 800 m/1 000 m                                  | 1 500 m/Mile                           | 3 000/5 000 m                               | 100 m haies                     | 400 m haies                     | 3 000 m steeple                     |
| 1  | Xiamen Diamond League       | -                                      | Anavia Battle (USA) 22 s 41    | -                                | Faith Kipyegon (KEN) 2 min 29 s 21 1 000 m     | -                                      | Beatrice Chebet (KEN) 14 min 27 s 12        | Danielle Williams (JAM) 12 s 53 | -                               | -                                   |
| 2  | Diamond League Shanghai     | -                                      | Anavia Battle (USA) 22 s 38    | -                                | Tsige Duguma (ETH) 1 min 56 s 64               | -                                      | -                                           | Grace Stark (USA) 12 s 42       | -                               | -                                   |
| 3  | Doha Diamond League         | Tia Clayton (JAM) 10 s 92              | -                              | Salwa Eid Naser (BHR) 49 s 83    | -                                              | Nelly Chepchirchir (KEN) 4 min 5 s 00  | -                                           | -                               | -                               | Faith Cherotich (KEN) 9 min 5 s 08  |
| 4  | Meeting int. Mohammed-VI    | Shericka Jackson (JAM) 11 s 04         | -                              | -                                | Tsige Duguma (ETH) 1 min 57 s 42               | Nelly Chepchirchir (KEN) 3 min 58 s 04 | Beatrice Chebet (KEN) 8 min 11 s 56 3 000 m | Tobi Amusan (NGA) 12 s 45       | Femke Bol (NED) 52 s 46         | -                                   |
| 5  | Golden Gala                 | -                                      | Anavia Battle (USA) 22 s 53    | -                                | -                                              | Sarah Healy (IRL) 3 min 59 s 17        | Beatrice Chebet (KEN) 14 min 3 s 69         | -                               | Andrenette Knight (JAM) 53 s 67 | -                                   |
| 6  | Bislett Games               | Julien Alfred (LCA) 10 s 89            | -                              | Isabella Whittaker (USA) 49 s 58 | -                                              | -                                      | -                                           | -                               | Dalilah Muhammad (USA) 53 s 34  | Faith Cherotich (KEN) 9 min 2 s 60  |
| 7  | Bauhaus-Galan               | Julien Alfred (LCA) 10 s 75            | Thelma Davies (LBR) 22 s 41    | Isabella Whittaker (USA) 49 s 78 | Georgia Bell (GBR) 1 min 57 s 66               | -                                      | Linden Hall (AUS) 8 min 30 s 01 (3000 m)    | Grace Stark (USA) 12 s 33       | Femke Bol (NED) 52 s 11         | -                                   |
| 8  | Meeting de Paris            | -                                      | Anavia Battle (USA) 22 s 27    | Marileidy Paulino (DOM) 48 s 81  | -                                              | Nelly Chepchirchir (KEN) 3 min 57 s 02 | -                                           | Grace Stark (USA) 12 s 21       | -                               | Faith Cherotich (KEN) 8 min 53 s 37 |
| 9  | Prefontaine Classic         | Melissa Jefferson-Wooden (USA) 10 s 75 | -                              | -                                | Tsige Duguma (ETH) 1 min 57 s 10               | Faith Kipyegon (KEN) 3 min 48 s 68     | Beatrice Chebet (KEN) 13 min 58 s 06        | -                               | -                               | Winfred Yavi (BHR) 8 min 45 s 25    |
| 10 | Meeting Herculis            | Julien Alfred (LCA) 10 s 79            | -                              | Marileidy Paulino (DOM) 49 s 06  | Nelly Chepchirchir (KEN) 2 min 29 s 77 1 000 m | -                                      | -                                           | Megan Tapper (JAM) 12 s 34      | Femke Bol (NED) 51 s 95         | -                                   |
| 11 | London Grand Prix           | -                                      | Julien Alfred (LCA) 21 s 71    | -                                | Georgia Bell (GBR) 1 min 56 s 74               | Gudaf Tsegay (ETH) 4 min 11 s 88 Mile  | Medina Eisa (ETH) 14 min 30 s 57            | -                               | Femke Bol (NED) 52 s 10         | -                                   |
| 12 | Mémorial Kamila Skolimowska | Melissa Jefferson-Wooden (USA) 10 s 66 | Shericka Jackson (JAM) 22 s 17 | Marileidy Paulino (DOM) 49 s 18  | -                                              | Gudaf Tsegay (ETH) 3 min 50 s 62       | -                                           | Masai Russell (USA) 12 s 19     | Femke Bol (NED) 51 s 91         | -                                   |
| 13 | Athletissima                | -                                      | -                              | -                                | -                                              | -                                      | -                                           | -                               | -                               | -                                   |
| 14 | Mémorial Van Damme          | -                                      | -                              | -                                | -                                              | -                                      | -                                           | -                               | -                               | -                                   |
| 15 | Weltklasse Zurich           | -                                      | -                              | -                                | -                                              | -                                      | -                                           | -                               | -                               | -                                   |

#### Concours
| #  | Meeting                     | Saut en longueur                 | Triple saut                           | Saut en hauteur                  | Saut à la perche              | Lancer du poids                | Lancer du disque             | Lancer du javelot           |
| 1  | Xiamen Diamond League       | -                                | -                                     | Yaroslava Mahuchikh (UKR) 1,97 m | -                             | Jessica Schilder (NED) 20,47 m | Valarie Allman (USA) 68,95 m | Elina Tzengko (GRE) 64,75 m |
| 2  | Diamond League Shanghai     | -                                | -                                     | Yaroslava Mahuchikh (UKR) 2,00 m | -                             | Chase Jackson (USA) 20,54 m    | Valarie Allman (USA) 70,08 m | Elina Tzengko (GRE) 64,90 m |
| 3  | Doha Diamond League         | -                                | Shanieka Ricketts (JAM) 14,72 m       | -                                | Molly Caudery (GBR) 4,75 m    | -                              | -                            | -                           |
| 4  | Meeting int. Mohammed-VI    | -                                | -                                     | -                                | Katie Moon (USA) 4,73 m       | -                              | -                            | Elina Tzengko (GRE) 64,60 m |
| 5  | Golden Gala                 | -                                | Shanieka Ricketts (JAM) 14,64 m       | -                                | Sandi Morris (USA) 4,80 m     | -                              | Valarie Allman (USA) 69,21 m | -                           |
| 6  | Bislett Games               | -                                | Leyanis Pérez Hernández (CUB) 14,72 m | -                                | -                             | -                              | -                            | -                           |
| 7  | Bauhaus-Galan               | Tara Davis-Woodhall (USA) 7,05 m | -                                     | Nicola Olyslagers (AUS) 2,01 m   | Sandi Morris (USA) 4,82 m     | -                              | -                            | -                           |
| 8  | Meeting de Paris            | -                                | -                                     | Nicola Olyslagers (AUS) 2,00 m   | Katie Moon (USA) 4,73 m       | -                              | Valarie Allman (USA) 67,56 m | -                           |
| 9  | Prefontaine Classic         | Tara Davis-Woodhall (USA) 7,07 m | -                                     | -                                | -                             | Chase Jackson (USA) 20,94 m    | Valarie Allman (USA) 70,68 m | -                           |
| 10 | Meeting Herculis            | -                                | -                                     | -                                | -                             | Jessica Schilder (NED) 20,39 m | -                            | -                           |
| 11 | London Grand Prix           | Malaika Mihambo (GER) 6,93 m     | -                                     | Morgan Lake (GBR) 1,96 m         | Olivia McTaggart (NZL) 4,73 m | -                              | -                            | -                           |
| 12 | Mémorial Kamila Skolimowska | Jasmine Moore (USA) 6,85 m       | -                                     | -                                | -                             | -                              | -                            | -                           |
| 13 | Athletissima                | -                                | -                                     | -                                | -                             | -                              | -                            | -                           |
| 14 | Mémorial Van Damme          | -                                | -                                     | -                                | -                             | -                              | -                            | -                           |
| 15 | Weltklasse Zurich           | -                                | -                                     | -                                | -                             | -                              | -                            | -                           |